# Deux mélodies opus 19
Deux mélodies bestaat uit een tweetal liederen van Albert Roussel. Deze eerste kleine verzameling mélodies betrof toonzettingen van gedichten. De twee gedichten, overigens onder een Engelse titel geschreven, zijn:
- Light, geschreven op een tekst van George Jean Aubry, pseudoniem van Jean-Frédéric-Emile Aubry (1882-1950) is opgedragen aan Madame Gaston Frager, Frager was schrijver;
- A farewell, geschreven op een tekst van E. Oliphant, is opgedragen aan de schilder Edwin Evans; wie achter de naam E. Oliphant schuilt, is na een eeuw nog niet bekend.

De liederen kunnen desgewenst in het Frans of Engels gezongen worden. De eerste uitvoering dateert van 27 december 1919. Op diezelfde avond werd ook het volgende werk van Roussel uitgevoerd. De zangeres was Lucy Vuillemin, de pianist Louis Vuillemin.
Er verschenen vier werken onder de titel Deux mélodies:
- Deux mélodies opus 19
- Deux mélodies opus 20
- Deux mélodies opus 50
- Deux mélodies opus 55